# The Man Who Was Thursday
The Man Who Was Thursday é um romance escrito por G. K. Chesterton, publicado pela primeira vez em 1908.